# Spitali (Zypern)
Spitali (griechisch Σπιτάλι) ist eine Gemeinde im Bezirk Limassol in der Republik Zypern. Bei der Volkszählung im Jahr 2021 hatte sie 350 Einwohner.

## Name
Die Herkunft des Ortsnamens hat etymologisch unterschiedliche Deutungen erfahren: Eine besagt, dass es wegen seiner kleinen Häuser Spitali genannt wurde. Eine andere besagt, dass es wegen der vielen antiken Gräber aus der Römerzeit so genannt wurde und eine andere wiederum besagt, dass es genannt Spitali wurde, weil es dem Johanniterorden gehörte, die die Zyprioten Spitalliotes nannten.

## Lage und Umgebung

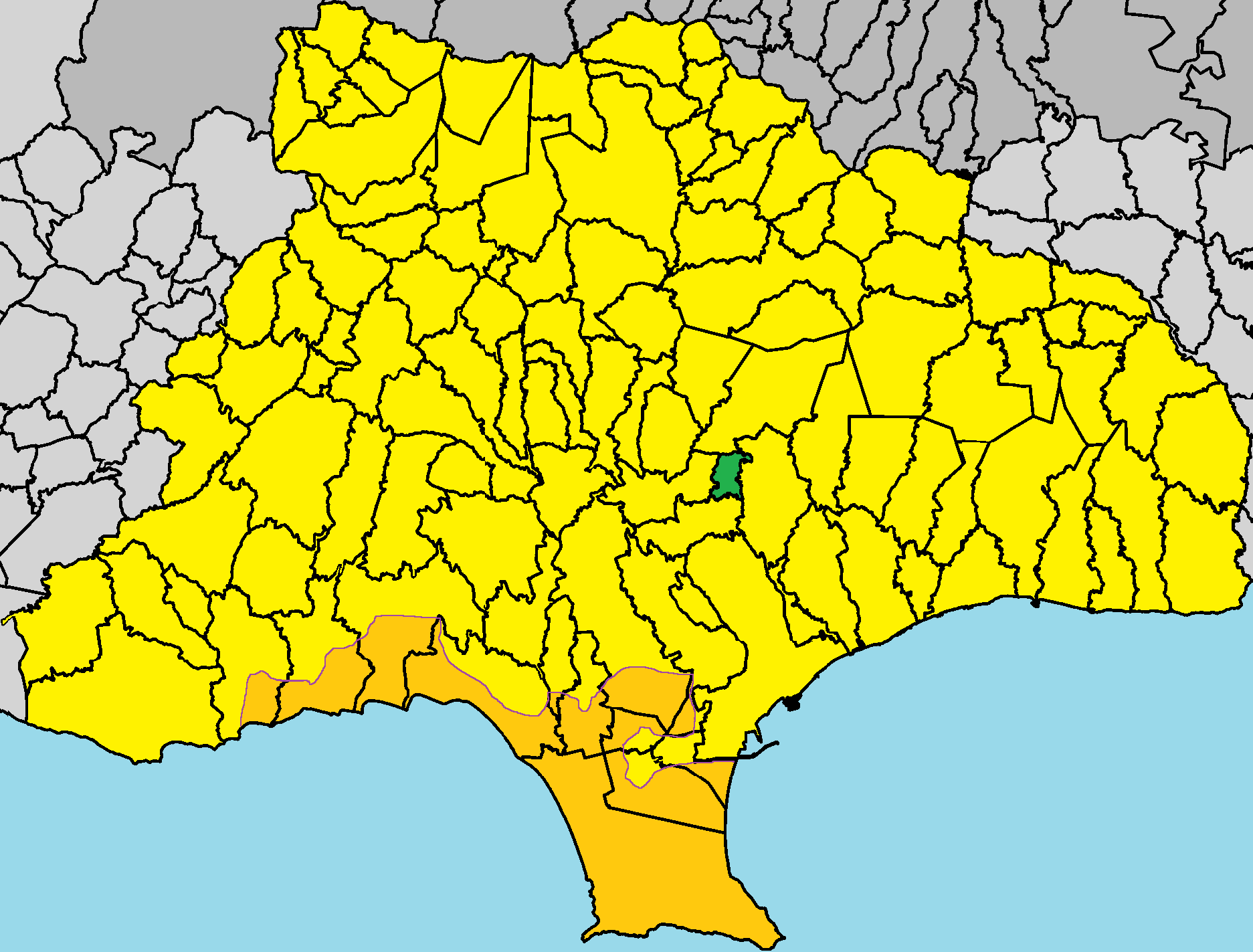
Lage im Bezirk Limassol

Spitali liegt im Süden der Mittelmeerinsel Zypern auf einer Höhe von etwa 290 Metern, etwa 10 Kilometer nördlich von Limassol. Das 2,63396 Quadratkilometer große Dorf grenzt im Süden an Palodia, im Westen an Paramytha, im Norden an Apsiou und im Osten an Fasoula. Das Dorf kann über die Straßen Nikou Evagora und Leoforos Makedonias erreicht werden.

## Geschichte
In Spitali wurden viele Gräber aus der Römerzeit entdeckt, was auf die Existenz der Bevölkerung aus dieser Zeit hinweist.
Im 20. Jahrhundert gab es in Spitali eine wichtige Umspannstation der Luftseilbahn, die von Amiandos aus startete und in Limassol endete. Asbest wurde per Eisenbahn aus den Minen von Amiandos transportiert, damit es in andere Länder transportiert werden konnte. Die Station wurde 1988 mit der Schließung der Mine eingestellt.

### Bevölkerungsentwicklung
| Jahr      | 1881 | 1891 | 1901 | 1911 | 1921 | 1931 | 1946 | 1960 | 1976 | 1982 | 1992 | 2001 | 2011 | 2021 |
| Einwohner | 89   | 100  | 126  | 119  | 130  | 127  | 159  | 207  | 208  | 210  | 218  | 188  | 316  | 350  |